# ACR-1000
Удосконалений реактор CANDU (ACR), або ACR-1000, був запропонованою конструкцією ядерного реактора покоління III+, розроблена компанією Atomic Energy of Canada Limited (AECL). Він поєднав у собі характеристики існуючих важководних реакторів під тиском CANDU (PHWR) із характеристиками водо-водяних реакторів з легководяним охолодженням (PWR). Від CANDU було використано сповільнювач із важкою водою, що дало конструкції покращену ефективність нейтронів, що дозволило спалювати різноманітне паливо. Він замінив контур охолодження важкою водою на контур, що містить звичайну легку воду, зменшивши витрати. Назва вказує на його проектну потужність у класі 1000 МВт, з базовою потужністю близько 1200 МВт.
ACR-1000 був представлений як дешевший варіант порівняно з більшою версією базової лінії CANDU, яка розроблялася, CANDU 9. ACR був трохи більшим, але менш дорогим у створенні та експлуатації. Недоліком було те, що він не мав гнучкості палива, яку пропонував оригінальний дизайн CANDU, і більше не міг працювати на чистому незбагаченому урані. Це була невелика ціна, враховуючи низьку вартість послуг зі збагачення та палива загалом.
AECL ставила ставку на ACR-1000 у кількох пропозиціях по всьому світу, але не виграла жодного конкурсу. Останньою серйозною пропозицією було розширення Дарлінгтонської атомної електростанції з двома реакторами, але цей проект був скасований у 2009 році, коли вартість, за оцінками, втричі перевищувала бюджет, запланований урядом. Не маючи інших перспектив продажу, у 2011 році підрозділ проектування реакторів AECL було продано SNC-Lavalin для надання послуг існуючому парку CANDU. Розробка ACR закінчена.

## Зоінішні посилання
- Canadian Nuclear Safety Commission
- Canadian Nuclear Society
- Canadian Nuclear Association